# 秘境探險3：德瑞克的騙局
《秘境探險3：德瑞克的騙局》是系列遊戲的第三部作品，由頑皮狗公司為PlayStation 3平台開發，於2011年11月1日在北美地區發行，台灣亦於同一天推出中文版本，接著於2011年11月2日在歐洲和日本上市。本遊戲是2009年推出的《秘境探險2：盜亦有道》續集。本遊戲最初是在2010年12月11日舉行「Spike電玩遊戲大獎」中公開。2015年在PS4平台推出包含前3代作品的《神秘海域 限定版》，PS4版本的神秘海域3不支持多人模式。

## 故事背景
《秘境探險3》的冒險舞台來到中東的阿拉伯半島，身為尋寶獵人的主角奈森‧德瑞克（Nathan Drake）將與如師如父的前輩維克多‧蘇利文（Victor Sullivan）深入沙漠尋找失落的古城「千柱之城」（Iram of the Pillars），遊戲故事靈感來自19世紀促成阿拉伯獨立的英國軍官「阿拉伯的勞倫斯」托馬斯·愛德華·勞倫斯（Thomas Edward Lawrence）早年身為考古學者時在中東的考古經歷。。

## 登場人物

### 主要角色
奈森・德瑞克（Nathan Drake）
探險家，自稱是英國知名航海家、探險家法蘭西斯・德瑞克爵士的後裔。千柱之城的寶藏是他生平第一個獨立調查的寶藏，然而因為關鍵線索被馬洛取走而無奈放棄，20年後才重新找到機會完成探險。
艾蓮娜・費許（Elena fisher）
記者、電視主持人。前作女主角，本作客串出場，以駐葉門記者的身分協助奈森跟蘇利調查德瑞克爵士在葉門留下的線索。於前作完結後與奈森訂婚，但因為奈森放不下探險生涯而分居，千柱之城事件結束後復合並結婚。
維特・蘇利文 （Victor Sullivan）
探險家，與奈森有師徒之誼，從奈森15歲起就帶著他在世界各地進行探險。千柱之城的寶藏正是兩人認識的起因。
克柔伊・弗瑞茲 （Chloe Frazer）
探險家，奈森的同行，以特殊駕駛技術聞名業界，本作行動的參與者之一。敘利亞事件後認為寶藏不值得賠上性命，退出行動。
查理・卡特 （Charlie Cutter）
英籍探險家，奈森的同行，本作行動的參與者之一。在敘利亞事件中因為馬洛的追殺被迫跳樓，摔斷腿而退出行動。
沙林 （Salim）
守護千柱之城的沙漠民族首領，為了阻止馬洛取走千柱之城埋藏的異寶而同意協助奈森。

### 反派
凱薩琳・馬洛 （Katherine Marlowe）
神秘組織的首領，追尋千柱之城的寶藏長達20年之久，千柱之城坍塌時遭流沙活埋。
塔伯特 （Talbot）
馬洛的助理，馬洛死於流沙後意圖殺死奈森跟蘇利，被奈森射傷之後墜崖。
拉米西斯 （Ramses）
海盜頭子，受馬洛雇傭處理掉奈森，但因為私心想逼問千柱之城的秘密而沒有依約殺死奈森，反被奈森找到機會逃脫。

## 特性
- 2-10多人遊戲 (2019年6月6日，頑皮狗宣布將會於2019年9月3日結束多人遊玩功能。)
- 支援3D立體電視顯示

## 評價
在發售之後《秘境探險3》獲得極高的評價，在評論分析網站Metacritic和GameRankings上獲得了平均92%的正面評價，IGN也給出了10/10的滿分評價，讓《秘境探險3》成為2011年兩個網站上評價最高的PlayStation 3遊戲。

## 外部連結
- 官方網站（英文）
- PlayStation.com 中文遊戲介紹 （页面存档备份，存于）